# Gaël Faye

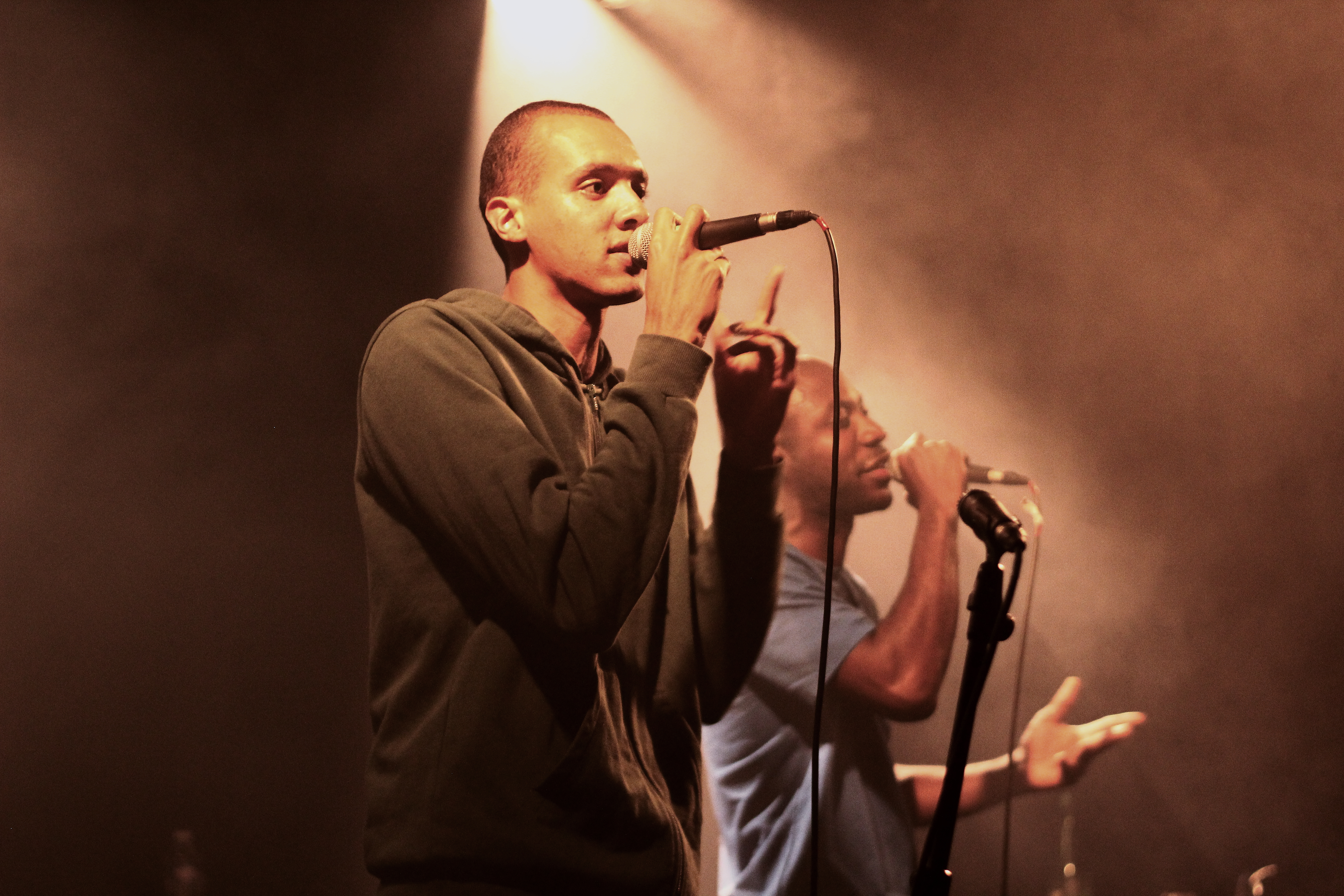
Gaël Faye (Milk Coffee and Sugar) setembro de 2014

Gaël Faye (6 de agosto de 1982), é um cantor, rapper e escritor.

## Vida Pessoal

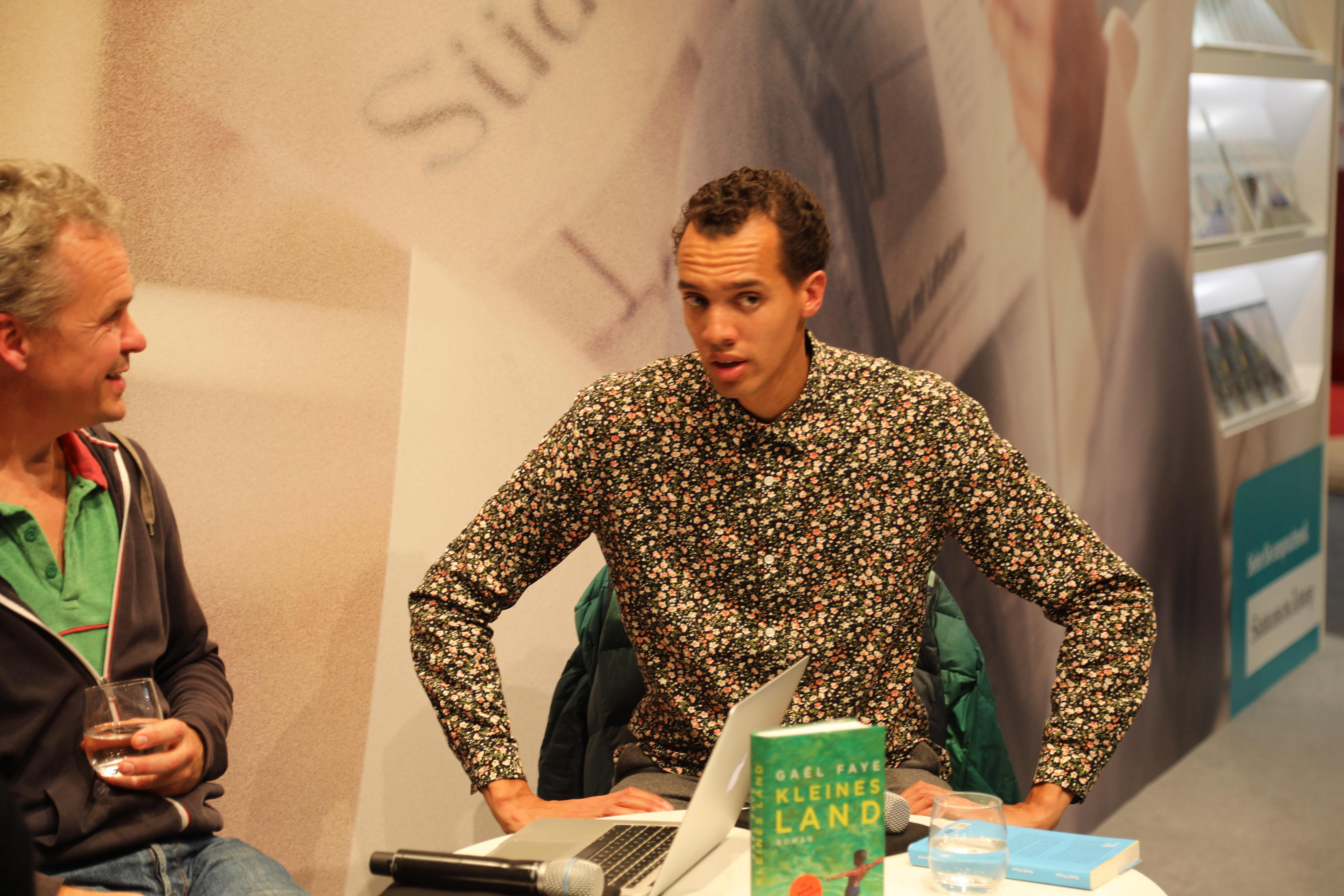
Gaël Faye bei der Frankfurter Buchmesse 2017

Faye nasceu em Bujumbura, Burundi. Seu pai é francês, e sua mãe ruandesa. Ele emigrou para a França aos 13 anos, fugindo da guerra civil do Burundi.
Faye é casado, e tem duas filhas.

## Literatura
Faye escreveu um romance inspirado na experiência de sua adolescência durante a guerra em Burundi. Meu Pequeno País foi publicado pela primeira vez na França, em agosto de 2016, pela editora Grasset. A obra ganhou cinco prêmios literários, foi traduzida para 36 idiomas  e transformado em filme, lançado em 2020.
Faye foi um dos convidados, na edição de 2019, da Festa Literária Internacional de Paraty (Flip).

## Música
Em 2010, Faye e Edgar Sekloka formaram o Milk Coffee and Sugar, lançando um álbum de rap e hip-hop com nome homônimo ao do grupo.
Desde então, Faye lançou três álbuns solo e um EP: Pili Pili sur un Croissant au Beurre (2013), Des fleurs EP (2014), Lundi Méchant (2020) e Mauve Jacaranda (2022).

## Prêmios[carecede fontes?]
- Prêmio Fnac Novel 2016 por Meu Pequeno País
- Prêmio Prix du Premier Roman 2016 por Meu Pequeno País
- Prêmio Goncourt de 2016 por Meu Pequeno País, nas categorias l'Orient, lycéens e le choix polonais.
- Prêmio de romance estudantil France Culture-Télérama de 2016 por Meu Pequeno País
- Indicado ao prêmio Charles-Cros 2020-2021 (indicado por alunos do ensino médio) por sua música Respire